# Vrljika
Vrljika este o arie protejată (sit de importanță comunitară — SCI) din Croația întinsă pe o suprafață de 60,71 ha, integral pe uscat.

## Localizare
Centrul sitului Vrljika este situat la coordonatele 43°25′52″N 17°11′36″E / 43.431107°N 17.193351°E.

## Înființare
Situl Vrljika a fost declarat sit de importanță comunitară în iulie 2013 pentru a proteja 3 specii de animale.

## Biodiversitate
Situată în ecoregiunea mediteraneană, aria protejată nu include niciun habitat protejat.
La baza desemnării sitului se află mai multe specii protejate:
- nevertebrate (1): Austropotamobius pallipes
- pești (2): Phoxinellus spp., salmo obtusirostris (Salmothymus obtusirostris)